# Liolaemus thomasi
Liolaemus thomasi — вид ігуаноподібних ящірок родини Liolaemidae. Ендемік Перу. Вид названий на честь американського герпетолога Річарда Томаса.

## Поширення і екологія
Liolaemus thomasi мешкають в Перуанських Андах в регіоні Куско. Вони живуть на високогірних луках пуна, серед скель. Зустрічаються на висоті від 4450 до 4777 м над рівнем моря.